# Рикша (роман)
«Рикша» (кит. 骆驼祥子, в оригинале: «Сянцзы» — верблюд) — роман китайского писателя Лао Шэ. Считается классикой китайской литературы XX века.

## Сюжет
О жизни пекинского рикши по имени Сянцзы — честного молодого человека, которого столкновение с несправедливостью превращает в «типичное порождение больного общества».
События разворачиваются в 1920-е годы в Пекине — период власти гоминьдановцев. Начинается роман описанием разных типов рикш — берущих коляску в аренду и имеющих свою собственную, стоящих на маршрутах или дежурящих на денежных местах — у вокзалов, гостиниц и ресторанов, молодые и старые, профессионалы и те, кому больше некуда податься:

Среди них можно встретить и бывших полицейских, и учителей, и разорившихся мелких торговцев, и безработных мастеровых. Доведенные до отчаяния, с болью в сердце вступили они на эту дорогу — дорогу смерти. Жизнь доконала их, и теперь они влачат жалкое существование, поливая своим потом мостовые. У них нет ни сил, ни опыта, ни друзей — все относятся к ним с пренебрежением. Этим беднягам всегда достаются самые потрепанные коляски. Они то и дело подкачивают камеры, а когда везут пассажира — заранее молят его о снисхождении.
Главный герой романа — Сянцзы — сирота-крестьянин, уехавший из деревни в город, чтобы заработать на жизнь. Это молодой, трудолюбивый, хорошо сложенный рикша, арендует коляску и мечтает иметь свою собственную. Но как только он зарабатывает достаточно и покупает коляску, её конфискуют солдаты-гоминьдановцы. Ему приходится начинать заново, но только, экономя на всём, он снова накопил на коляску — все деньги вымогает у него тайный полицейский агент.
Сянцзы снова идёт в рикши, устраиваясь к старому хозяину Лю, боссу процветающей компании по прокату колясок. Здесь его соблазняет дочка хозяина, которая старше его на десять лет, использующая его и манипулирующая им. Когда Лю обнаруживает «игры» дочери, та, притворяясь беременной, ссорится с отцом, и пара уходит, женится и живёт вместе, постепенно бедняя от расточительности привыкшей к роскоши жены. Вскоре жена умирает при родах, младенец рождается мёртвым, и Сянцзы теряет голову от горя.
Спустя некоторое время он находит смысл жизни познакомившись с соседкой — кроткой и многострадальной маленькой Сяо Фуцзы, которую вынуждает заниматься проституцией её праздный отец. Теперь цель Сянцзы также заработать денег, но не для покупки коляски, а чтобы выкупить любимую из борделя. Однако, как только он накопил достаточно, придя в бордель узнаёт, что его любимая получившая здесь кличку «Лакомый Кусочек», переодевшись в одежду клиента бежала и вскоре её нашли повешенной в лесу, и даже могилы её нет — она зарыта где-то на свалке.
Суровые реалии жизни научили Сянцзы, что порядочность и трудолюбие не имеют большого значения в этом прагматичном мире собак. Он становится ленивым, дегенеративным и беспринципным бездельником, ничем не отличающимся от тех, на кого он смотрел свысока в начале своей жизни, проводя свои дни в азартных играх, мошенничестве и блуде.
Прогоревав, Сянцзы снова впрягается в коляску — и снова рикша выходит в город.

На сердце у него была тоска. Он больше ни во что не верил, ни на что не надеялся и готов был терпеть любые оскорбления. Лишь бы нажраться до отвала, а потом спать. Чего ещё ему ждать? На что надеяться? Глядя, как тощая, с торчащими ребрами собака сидит около продавца бататов и дожидается, когда ей что-нибудь кинут, Сянцзы думал, что и сам он, как эта собака, мечтает только о том, как бы набить себе брюхо. Нет, лучше не думать! Жать кое-как, и всё! И ни о чём не думать..— конец романа

## История создания
Писатель начал работу над романом весной 1936 года. Роман публиковался в журнале «Ючжоу Фэн» («Космический ветер») начиная с января 1937 года.
В 1937 году, после японского вторжения в Китай, Лао Шэ уехал в США, где жил до провозглашения Народной республики в Китае в 1949 году.
В 1954 году писатель снова опубликовал роман, при этом отредактировав её, в предисловии выразив сожаление по поводу отсутствия надежды, выраженной в первоначальной редакции.
В 1945 году роман без ведома автора был опубликован в США издательством «Reynal & Hitchcock», став бестселлером и был назван «Книгой месяца». Но публикация являлась несанкционированном автором переводом, при этом текст романа был значительно изменён: часть убрана, сцены переставлены местами и изменены (так, например, были преувеличены две сцены соблазнения), придуманы новые персонажи, а концовка была изменена. В дальнейшем в США выходили переводы книги по редакции автора.
В СССР роман впервые был издан в 1956 году издательством «Госполитиздат» в переводе Е. Рождественской, затем возглавил двухтомное издание сочинений Лао Шэ изданное в 1957 году, и к 1982 году был трижды переиздан.

## Критика
Лао Шэ стал для Пекина тем же, кем Виктор Гюго — для Парижа: выразителем духа города.
Роман считается итогом творческой эволюции писателя, критика назвала его «превосходным».
Роман, наряду с романами Лу Синь, приводится в пример отражения влияния русской литературы на развитие китайской литературы.
Опубликованный в СССР роман получил высокую оценку среди читателей и критики. Так, например, советский учёный-синолог А. А. Антиповский отмечал, что в романе Лао Шэ «последовательно проследил процесс расслоения китайского общества», а Первый секретарь посольства СССР в КНР в 1951—1958 годах О. Б. Рахманин назвал роман произведением «глубоко реалистическим».

Ни один из современных китайских романов не пользовался у нас такой популярностью, какую обрел у нашего читателя знаменитый «Рикша» Лао Шэ, рассказ о горькой судьбе рикши-горемыки.— советский писатель и драматург Савва Дангулов

Среди романов Ляо Шэ наибольший успех выпал на долю «Рикши», опубликованном в 1937 году и скоро обретшим мировую известность. […] Знаменитый роман «Рикша» с необыкновенной силой показал горькую участь простых пекинцев, надрывающихся в непосильном труде.— Челышев, Евгений Петрович
Выдающийся синолог Н. Т. Федоренко отмечал, что:

Рассказывая о трудовых буднях Сянцзы, и, внимательно наблюдая за своим героем, автор показывает, какие изменения происходят в его отношениях с людьми разного достатка и положения, как он относится к труду, к нравственным категориям своего общества и, что немаловажно, к самому себе. Поэтому, несмотря на кажущуюся простоту изложения и незатейливость сюжетной техники, произведение динамично и глубоко содержательно.
Единоборство «маленького человека» с противостоящей ему безликой силой кончается трагическим поражением. С потрясающей силой рисует Лао Шэ крах индивидуалистических иллюзий Сянцзы, психологически тонко фиксирует губительное воздействие безостановочной погони за лишним медяком на его чистое, доброе сердце и душу. Критика не раз упрекала Лао Шэ за тот тупик в который он привел своего героя. Нам кажется, что есть книги, положительный смысл которых заключен в силе отрицания. К таким книгам, несомненно, относится роман Лао Шэ о «верблюде-счастливчике». Общество, превращающее человека в тягловую скотину, растаптывающее его духовно, — такое общество безнравственно, оно не имеет права на существование. Убежден, что именно в этом и состояло послание Лао Шэ своим современникам..

## Экранизации и постановки
- В 1982 году роман был экранизирован в Китае — en:Rickshaw Boy (film), а в 2014 году по роману была поставлена академическая китайская опера en:Rickshaw Boy (opera).